# Jordan Poole
Jordan Anthony Poole (Milwaukee, 19 giugno 1999) è un cestista statunitense, professionista nella NBA con i New Orleans Pelicans.

## Biografia
Poole è nato a Milwaukee, Wisconsin, da Anthony e Monet Poole. Ha anche una sorella e un fratello.

## Caratteristiche tecniche
Jordan Poole è una guardia tiratrice che, nel corso del suo terzo anno ai Golden State Warriors, ha giocato molto anche da playmaker, in particolar modo dopo il ritorno dall'infortunio di Klay Thompson, agendo come sesto uomo. 
Molto criticato alla sua entrata nella lega a causa della sua mancanza di lucidità nelle scelte è riuscito nel corso degli anni, grazie allo staff dei Golden State Warriors, a diventare un giocatore dinamico e abbastanza efficiente. Dotato di un ottimo tiro da tre punti, Poole sa sfruttare la sua pericolosità dal perimetro, unita a un ottimo ball-handling e un primo passo non indifferente, per generare situazioni di vantaggio per la sua squadra. Dotato anche di un buon tiro dalla media, Poole sta lentamente diventando un'ottima combo guard. Alla luce di queste abilità, e alla presenza nel roster dei Golden State Warriors, è stato indicato da molti media come il terzo Splash Brother.

## Carriera

### NBA

#### Golden State Warriors (2019-2023)
Dopo due stagioni trascorse con i Michigan Wolverines, nel 2019 si dichiara eleggibile per il Draft NBA, venendo chiamato con la 28ª scelta assoluta dai Golden State Warriors. Nella prima stagione, a seguito dell'infortunio subito da Klay Thompson nelle finali dei NBA Playoffs 2019 e quello di Stephen Curry nella quinta partita contro i Phoenix Suns, riesce a ritagliarsi un buono spazio nelle rotazioni di Steve Kerr salvo poi essere mandato ai Santa Cruz Warriors. Esordisce nella partita d'apertura della National Basketball Association 2019-2020 il 24 ottobre contro i Los Angeles Clippers entrando dalla panchina e realizzando 5 punti con due rimbalzi, due assist e una rubata. Parte per la prima volta da titolare il 29 ottobre contro i New Orleans Pelicans segnando 13 punti aiutando i Dubs a raggiungere la prima vittoria stagionale. Nel dicembre del 2019 viene mandato in NBA Development League, salvo poi tornare in NBA un mese dopo riuscendo a segnare 21 punti il 18 gennaio contro gli Orlando Magic, suo temporaneo career-high.
L'anno successivo, a causa dell'ulteriore infortunio di Klay Thompson, Poole riesce a ritagliarsi uno spazio maggiore, nonostante la presenza in squadra di molte guardie quali Kent Bazemore, Damion Lee, Mychal Mulder e Kelly Oubre. Realizza il suo career-high il 14 maggio con 38 punti nella vittoria contro i New Orleans Pelicans.
Nella stagione 2021-2022 è Poole a partire in quintetto fino al rientro di Thompson. Ottiene il suo record per canestri da tre, con 8 realizzazioni, il 21 novembre 2021 contro i Toronto Raptors. Con il ritorno di Thompson, Poole diventa sesto uomo; nonostante ciò giocherà molti minuti con Curry e Thompson. Poole finisce la stagione come leader nella percentuale di realizzazione dei liberi con un 92.5% battendo il suo compagno Curry fermo al 92,3%. È la prima volta in 45 anni che due compagni di squadra finiscono nelle prime due posizioni di questa classifica. Nonostante l'ottima stagione Poole è solo quarto nella graduatoria per il NBA Most Improved Player, titolo vinto da Ja Morant. Fa il suo esordio nei playoff il 16 aprile in gara 1 del primo round dei NBA Playoffs 2022 contro i Denver Nuggets, partendo titolare e segnando 30 punti. Accede alle NBA Finals il 27 maggio dopo che i  Warriors hanno battuto i Dallas Mavericks e si sono laureati campioni della Western Conference. Esordisce nelle NBA Finals contro i Boston Celtics il 3 giugno realizzando 9 punti. Il 6 giugno, nonostante un cattivo inizio, riesce a diventare il giocatore più giovane a realizzare 5 o più triple in una finale NBA.

#### Washington Wizards (2023-)
Il 6 luglio 2023, insieme a Patrick Baldwin e Ryan Rollins più una seconda scelta al draft 2027 e una prima scelta protetta al draft 2030, passa ai Washington Wizards in cambio di Chris Paul.

## Statistiche
| † | Denota una stagione in cui ha vinto il titolo |
| * | Primo nella lega                              |

### NCAA
| Anno      | Squadra             | PG | PT | MP   | TC%  | 3P%  | TL%  | RP  | AP  | PRP | SP  | PP   |
| --------- | ------------------- | -- | -- | ---- | ---- | ---- | ---- | --- | --- | --- | --- | ---- |
| 2017-2018 | Michigan Wolverines | 38 | 0  | 12,5 | 42,9 | 37,0 | 82,7 | 1,4 | 0,6 | 0,5 | 0,2 | 6,1  |
| 2018-2019 | Michigan Wolverines | 37 | 37 | 33,1 | 43,6 | 36,9 | 83,3 | 3,0 | 2,2 | 1,1 | 0,2 | 12,1 |
| Carriera  | Carriera            | 75 | 37 | 22,7 | 43,4 | 37,0 | 83,1 | 2,2 | 1,4 | 0,8 | 0,2 | 9,4  |

#### Massimi in carriera
- Massimo di punti: 26 vs South Carolina (8 dicembre 2018)[22]
- Massimo di rimbalzi: 9 vs Wisconsin (9 febbraio 2019)
- Massimo di assist: 7 vs Minnesota (16 marzo 2019)
- Massimo di palle rubate: 4 vs Western Michigan (15 dicembre 2018)
- Massimo di stoppate: 2 vs Holy Cross (10 novembre 2018)
- Massimo di minuti giocati: 39 (4 volte)

### NBA

#### Regular Season
| Anno       | Squadra       | PG  | PT  | MP   | TC%  | 3P%  | TL%   | RP  | AP  | PRP | SP  | PP   |
| ---------- | ------------- | --- | --- | ---- | ---- | ---- | ----- | --- | --- | --- | --- | ---- |
| 2019-2020  | G.S. Warriors | 57  | 14  | 22,4 | 33,3 | 27,9 | 79,8  | 2,1 | 2,4 | 0,6 | 0,2 | 8,8  |
| 2020-2021  | G.S. Warriors | 51  | 7   | 19,4 | 43,2 | 35,1 | 88,2  | 1,8 | 1,9 | 0,5 | 0,2 | 12,0 |
| 2021-2022† | G.S. Warriors | 76  | 51  | 30,0 | 44,8 | 36,4 | 92,5* | 3,4 | 4,0 | 0,8 | 0,3 | 18,5 |
| 2022-2023  | G.S. Warriors | 82  | 43  | 30,0 | 43,0 | 33,6 | 87,0  | 2,7 | 4,5 | 0,8 | 0,3 | 20,4 |
| 2023-2024  | Wash. Wizards | 78  | 66  | 30,1 | 41,3 | 32,6 | 87,7  | 2,7 | 4,4 | 1,1 | 0,3 | 17,4 |
| 2024-2025  | Wash. Wizards | 68  | 68  | 29,4 | 43,2 | 37,8 | 88,3  | 3,0 | 4,5 | 1,3 | 0,4 | 20,5 |
| Carriera   | Carriera      | 412 | 249 | 27,5 | 42,2 | 34,5 | 87,9  | 2,7 | 3,8 | 0,9 | 0,3 | 16,8 |

#### Play-off
| Anno     | Squadra       | PG | PT | MP   | TC%  | 3P%  | TL%  | RP  | AP  | PRP | SP  | PP   |
| -------- | ------------- | -- | -- | ---- | ---- | ---- | ---- | --- | --- | --- | --- | ---- |
| 2022†    | G.S. Warriors | 22 | 5  | 27,5 | 50,8 | 39,1 | 91,5 | 2,8 | 3,8 | 0,8 | 0,4 | 17,0 |
| 2023     | G.S. Warriors | 13 | 4  | 21,8 | 34,1 | 25,4 | 76,5 | 2,2 | 3,5 | 0,8 | 0,2 | 10,3 |
| Carriera | Carriera      | 35 | 9  | 25,4 | 45,0 | 34,6 | 86,7 | 2,6 | 3,7 | 0,8 | 0,3 | 14,5 |

#### Massimi in carriera
- Massimo di punti: 43 vs Toronto Raptors (18 dicembre 2022)[23]
- Massimo di rimbalzi: 9 (2 volte)
- Massimo di assist: 12 vs Oklahoma City Thunder (6 febbraio 2023)
- Massimo di palle rubate: 4 (3 volte)
- Massimo di stoppate: 2 (7 volte)
- Massimo di minuti giocati: 45 vs Atlanta Hawks (2 gennaio 2023)

### G League
| Anno      | Squadra       | PG | PT | MP   | TC%  | 3P%  | TL%  | RP  | AP  | PRP | SP  | PP   |
| --------- | ------------- | -- | -- | ---- | ---- | ---- | ---- | --- | --- | --- | --- | ---- |
| 2019-2020 | S.C. Warriors | 3  | 3  | 35,1 | 46,3 | 42,3 | 80,0 | 6,0 | 5,3 | 1,3 | 0,0 | 26,0 |
| 2020-2021 | S.C. Warriors | 11 | 11 | 33,4 | 45,1 | 32,5 | 92,9 | 5,3 | 3,6 | 0,5 | 0,2 | 22,4 |
| Carriera  | Carriera      | 14 | 14 | 33,8 | 45,4 | 34,9 | 89,5 | 5,5 | 3,8 | 0,6 | 0,1 | 23,1 |

## Palmarès

### Squadra
- Campionato NBA: 1

Golden State Warriors: 2022
- Miglior tiratore di liberi NBA (2022)